# 銀河系外天文学
銀河系外天文学（Extragalactic astronomy）は、天文学の1分野で、我々の銀河系の外の宇宙を扱う学問である。別の言葉で言えば、銀河系天文学で扱われない領域全ての天体を研究する学問である。
観測機器の進歩により、現在はより遠くの天体を詳細に観測できるようになってきた。そのため、この分野を近銀河系外天文学（Near-Extragalactic Astronomy）と遠銀河系外天文学（Far-Extragalactic Astronomy）の2つの小分野に細分することがしばしば行われる。前者は我々の局所銀河群の銀河など、その内部（例:超新星残骸、アソシエーション）を詳細に観測できるくらい近い天体を扱う。後者は、明るい現象程度しか観測できないほど遠方の天体を扱う。
以下のようなトピックが含まれる。
- 銀河団
- クエーサー
- 電波銀河
- 超新星